# N230 (België)
De N230 is een korte gewestweg in Henegouwen en Waals-Brabant en verbindt de N24 met de A54/E420. De A54/E420 leidt hierna naar de A7/E19 en in oostelijke zuidoostelijke richting naar Charleroi. De weg is ongeveer 2 kilometer lang.

## Status
Wat opmerkelijk aan de N230 is, is dat het wegnummer nergens langs de weg te vinden is. Er zijn ook geen borden die verwijzen naar de weg.